# Karażał
Karażał – miasto w Kazachstanie; w obwodzie ułytauskim; 7 793 mieszkańców (2021). Przemysł spożywczy.